# زمردی کاکل‌زری
زمردی کاکل‌زری (نام علمی: Chlorostilbon auriceps) نام یک گونه از سرده زمردی‌ها است.